# Eklogit

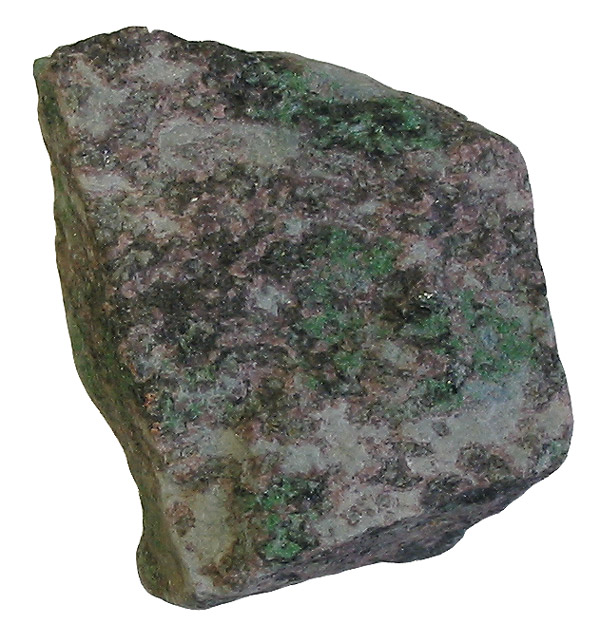
Eklogit

Az eklogit uralkodóan (>75%) gránátból és omfacitból álló, plagioklászt nem tartalmazó, bázisos kémiai összetételű, nagy fokú (T=1000-1200 °C, p=10-15 kbar) metamorf kőzet a katametamorf övből. További gyakrabban előforduló elegyrészei: rutil, fehércsillám (fengit vagy paragonit), kianit.
Az eklogit fácies névadó kőzettípusa. Tágabb értelemben eklogitos kőzetnek neveznek minden olyan metamorf kőzetet, amely omfacitot és gránátot tartalmaz (például eklogitos csillámpala, jadeit-kianit-talk szirt).